# Desanka Maksimović
Pour les articles homonymes, voir Maksimović.
Œuvres principales
- Conte de fées sanglant (1941)
- L'Odeur de la terre (1955)
- Dans la tempête (?)
- Tražim pomilovanje (1964)
- Je n'ai plus le temps (1973)

Compléments
- Ancienne étudiante de la Faculté de philosophie de l'université de Belgrade
- Membre de l'Académie serbe des sciences et des arts (1965)

Desanka Maksimović (en serbe cyrillique : Десанка Максимовић ; née le 16 mai 1898 à Rabrovica près de Valjevo et morte le 11 février 1993 à Belgrade) est une poétesse yougoslave et une professeure de littérature serbe. Elle a été membre de l'Académie serbe des sciences et des arts.

## Biographie
Desanka Maksimović a passé son enfance au hameau de Brankovina. Elle a suivi ses études secondaires à Valjevo puis des études supérieures à la faculté de philosophie de l'université de Belgrade.
De 1923 à 1953, elle a enseigné la langue serbe dans différents établissements, d’abord en tant que professeur au Lycée d’Obrenovac, puis au Lycée de filles de Belgrade. Une de ses meilleures élèves fut Mira Alečković, qui devint son amie ainsi qu’un grand poète.
Quand elle apprit que les soldats allemands tiraient sur l’école primaire de Kragujevac, elle écrivit le Conte de fée sanglant (Krvava Bajka), dans lequel elle exprima la terreur inspirée par les nazis. Le poème ne fut publié qu’à la fin de la guerre.

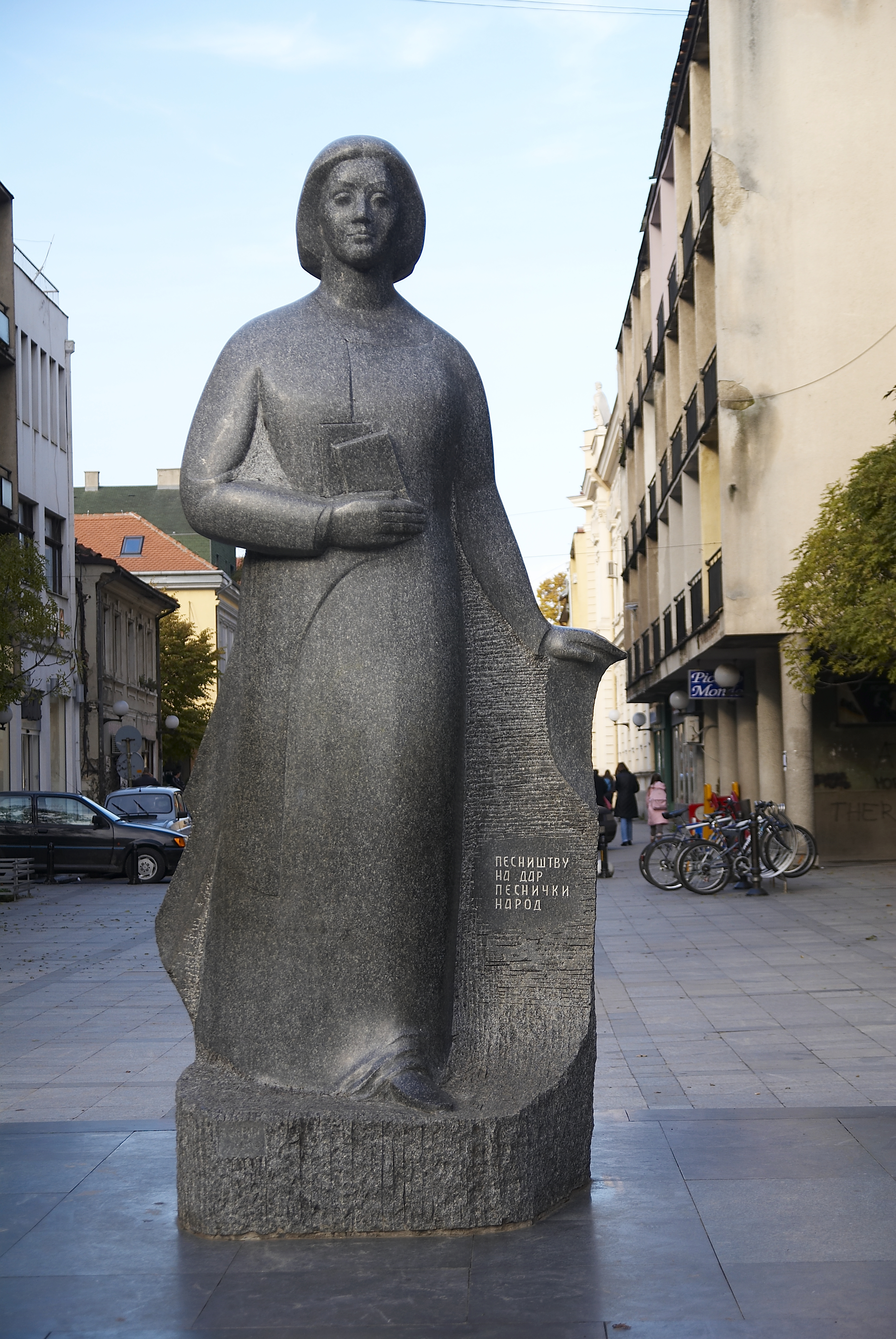
Statue de Desanka Maksimović à Valjevo

Desanka Maksimović fut l’amie des poètes Miloš Crnjanski, Ivo Andrić, Gustav Krklec (en), Isidora Sekulić et Branko Ćopić.
Sa poésie évoque l’amour et la patrie. Parmi ses meilleurs poèmes, on peut citer Anticipation (Предосећање), Le tremble (Стрепња), le Poème de printemps (Пролећна песма), Avertissement (Опомена), Dans la tempête (На бури) etc.
Elle a été élue citoyenne d’honneur de Valjevo. Et une statue la représentant a été érigée dans la ville de son vivant.
Le 17 décembre 1959, Desanka Maksimović a été élue comme membre associé de l’Académie serbe des sciences et des arts. Elle en est devenue un membre de plein droit le 16 décembre 1965.
Desanka Maksimović est morte à Belgrade le 11 février 1993 à l’âge de 95 ans. Elle a été enterrée dans le village de Brankovina, où elle a grandi.
En juin 2020, le ministère de l'éducation serbe annonce que certains poèmes ainsi que le plus célèbre recueil "Je demande pardon" de l'illustre poétesse Desanka Maksimovic seraient retirés du programme scolaire de CM1 et CM2.

## L’œuvre (en serbe)
- Pesme (1924)
- Vrt detinjstva, poèmes (1927)
- Zeleni vitez, poèmes (1930)
- Ludilo srca, nouvlles (1931)
- Srce lutke spavaljke i druge priče za decu (1931, 1943)
- Gozba na livadi, poèmes (1932)
- Kako oni žive, contes (1935)
- Nove pesme (1936)
- Raspevane priče (1938)
- Zagonetke lake za prvake đake (avec Jovanka Hrvaćanin, 1942)
- Šarena torbica, poèmes pour enfants (1943)
- Oslobođenje Cvete Andrić, poème (1945)
- Pesnik i zavičaj, poèmes (1945)
- Otadžbina u prvomajskoj povorci, poème (1949)
- Samoglasnici A, E, I, O, U (1949)
- Otadžbino, tu sam (1951)
- Strašna igra, contes (1950)
- Vetrova uspavanka (1953)
- Otvoren prozor, roman (1954)
- Prolećni sastanak (1954)
- Miris zemlje, poèmes choisis (1955)
- Bajka o Kratkovečnoj (1957)
- Ako je verovati mojoj baki, contes (1959)
- Zarobljenik snova (1960)
- Govori tiho, poèmes (1961)
- Prolećni sastanak (1961)
- Patuljkova tajna, contes (1963)
- Ptice na česmi, poèmes (1963)
- Tražim pomilovanje, dialogue lyrique avec le code de Dušan (1964)
- Hoću da se radujem, contes (1965)
- Đačko srce (1966)
- Izvolite na izložbu dece slikara (1966)
- Pradevojčica, roman (1970)
- Na šesnaesti rođendan, poèmes (1970)
- Praznici putovanja, récits de voyages (1972)
- Nemam više vremena, poèmes (1973)
- Letopis Perunovih potomaka, poèmes (1976)
- Pesme iz Norveške (1976)
- Bajke za decu (1977)
- Ničija zemlja (1979)
- Vetrova uspavanka, poèmes pour les enfants (1983)
- Međaši sećanja, poèmes (1983)
- Slovo o ljubavi, poèmes (1983)
- Pamtiću sve (1989)
- Nebeski razboj (1991)
- Ozon zavičaja (1991)
- Zovina svirala (1992)

## Postérité
Après la mort de la poétesse a été créée la Fondation Desanka Maksimović, qui chaque année distribue un prix de poésie. La ville de Belgrade lui a élevé une statue dans le parc de Tašmajdan ; elle a été inaugurée le 23 août 2007.
En juin 2020, le ministère de l’éducation serbe annonce que certains poèmes ainsi que le plus célèbre recueil « Je demande pardon » de l’illustre poétesse Desanka Maksimovic seraient retiré du programme scolaire de CM1 et de CM2. Cette annonce a provoqué une tempête au sein de la société civile et de nombreux universitaires et écrivains dont Matija Beckovic, Ljubomir Simovic, Milovan Danojlic, Milosav Tesic, Alek Vukadinovic et Rajko Petrov Nogo sont montés au créneau face à cette décision en interpellant le ministère. La coordinatrice de la commission qui a travaillé sur la proposition du programme de langue et littérature serbes, Dejana Milijic, a souligné que le programme n’avait pas été modifié depuis 1993 et que, entre-temps, le contenu de l’école primaire avait été considérablement modernisé.